# Parthenolecanium rufulum
Parthenolecanium rufulum är en insektsart som först beskrevs av Cockerell 1903.  Parthenolecanium rufulum ingår i släktet Parthenolecanium och familjen skålsköldlöss. Inga underarter finns listade i Catalogue of Life.